# 豪尔毛尤格劳
豪尔毛尤格劳，是匈牙利赫维什州所辖的一个村。总面积21.68平方公里，总人口1279，人口密度59.0人/平方公里（2011年1月1日）。

## 參看
- 珍珠市（匈牙利语：Gyöngyös）是匈牙利北部矿业城市
- Mátra Power Plant 发电厂 （页面存档备份，存于）